# Арнольдштайн
Арнольдштайн — ярмаркове містечко в землі Каринтія, Австрія, що розміщується при злитті річок Слізза і Гайла. В Арнольдштайні сходятся кордони Австрії із Словенією і Італією. Сьогодні є пам'ятник до цього важливого розташування.

## Історія
Область навколо Арнольдштайну була заселена вже в античності. Під час панування римлян через Арнольдштайн проходила дорога з Аквілея до Вірінуму. Ім'я Арнольдштайн ймовірно походить від імені засновника укріпленого монастиря, лицаря Арнольда. Монастир був спочатку під юрисдикцією Аквілейського патріархата, потім у 1014 став частиною єпархії Бламберга. Руїни замку збереглися.